# Uraiújfalu, Vas
Uraiújfalu  este un sat în districtul Sárvár, județul Vas, Ungaria, având o populație de 904 locuitori (2011). 

## Demografie
Componența etnică a satului Uraiújfalu
     Maghiari (96,52%)
     Germani (2,06%)
     Romi (1,03%)
     Necunoscut (0,39%)
     Alții (0,39%)
Componența confesională a satului Uraiújfalu
     Romano-catolici (45,24%)
     Luterani (24,78%)
     Fără religie (3,1%)
     Necunoscută (25,66%)
     Alte religii (1,22%)
Conform recensământului din 2011, satul Uraiújfalu avea 904 locuitori. Din punct de vedere etnic, majoritatea locuitorilor (96,52%) erau maghiari, existând și minorități de germani (2,06%) și romi (1,03%). Apartenența etnică nu este cunoscută în cazul a 0,39% din locuitori. Nu există o religie majoritară, locuitorii fiind romano-catolici (45,24%), luterani (24,78%) și persoane fără religie (3,1%). Pentru 25,66% din locuitori nu este cunoscută apartenența confesională.